# Mochlonyx fuliginosus
Mochlonyx fuliginosus är en tvåvingeart som först beskrevs av Ephraim Porter Felt 1905.  Mochlonyx fuliginosus ingår i släktet Mochlonyx och familjen tofsmyggor. Arten är reproducerande i Sverige. Inga underarter finns listade i Catalogue of Life.